# 呉潤衡
呉 潤衡（オ・ユンヒョン、오윤형、1984年10月29日 – ）は、大韓民国のラグビーユニオン選手。主たるポジションはフライハーフ。ラグビー韓国代表に選出され、アジア5カ国対抗（2012年、2013年、2014年）やアジアラグビーチャンピオンシップ（2015年、2016年）などに出場。